# Chiesa di Nostra Signora delle Grazie (Varazze)
La chiesa di Nostra Signora delle Grazie è un edificio religioso sito nella frazione di Faje, a Varazze in provincia di Savona. La chiesa è sede della parrocchia omonima del vicariato di Varazze della diocesi di Savona-Noli.

## Storia e descrizione

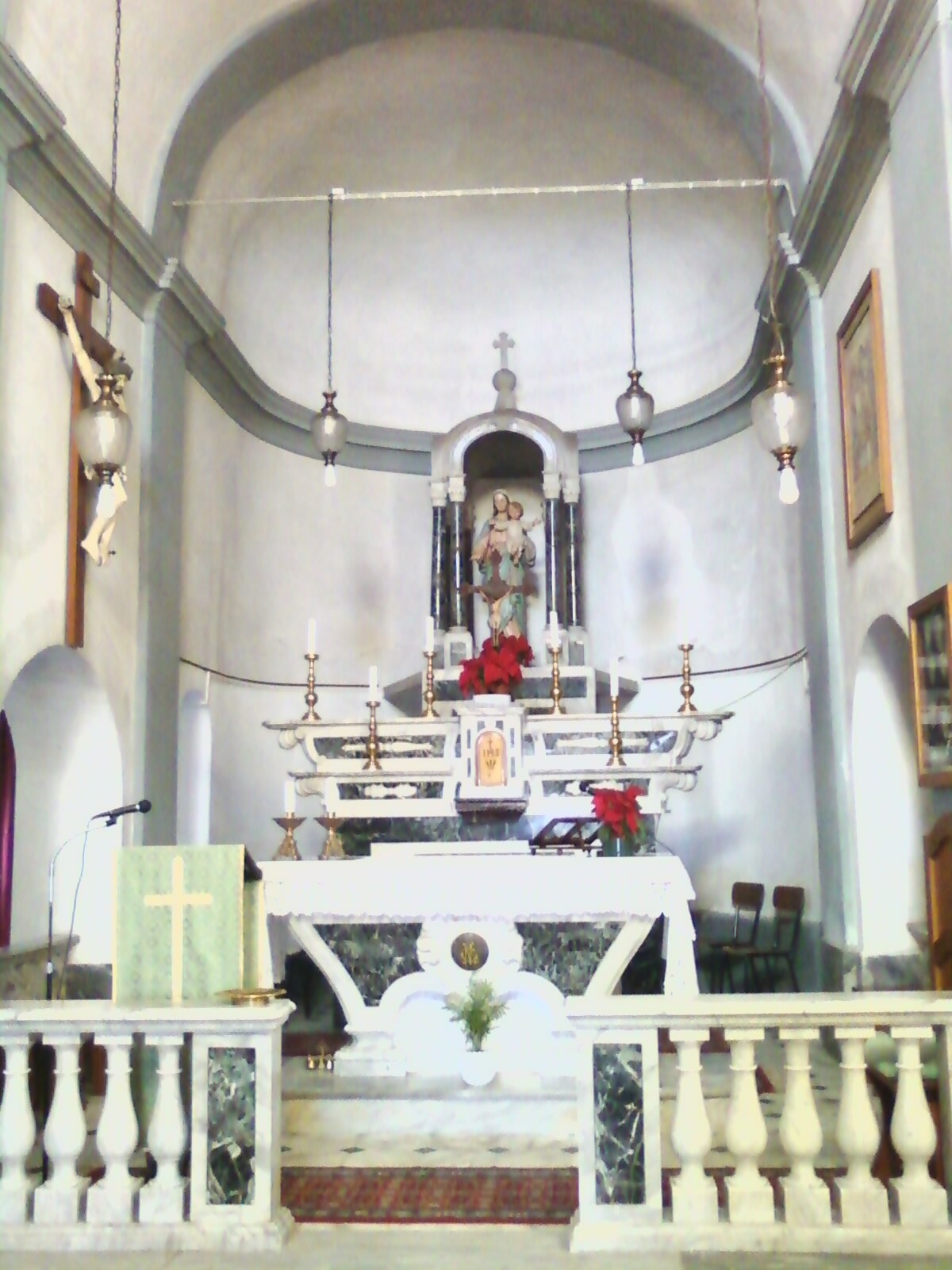
L'interno

La piccola chiesa è apparentemente stata eretta nella seconda metà del XIX secolo. Il campanile e la terrazza a pronao sull'ingresso sono state aggiunte dei primi del Novecento.
L'interno è a navata unica con volta a botte. Gli arredi sono poveri e le pareti prive di pitture. L'altare maggiore in stile vagamente barocco (non originale dell'epoca) e la balaustra del presbiterio sono in marmo. Nell'abside si staglia una piccola statua della Vergine, priva di valore artistico.